# بنك الائتمان الكويتي
بنك الائتمان الكويتي، المعروف سابقًا باسم بنك التسليف والادخار، هو مؤسسة مالية حكومية كويتية، أُنشئ في عام 1960 لتوفير التمويل العقاري والاجتماعي للمواطنين الكويتيين، بهدف تحقيق الاستقرار الأسري ودعم سياسة الرعاية السكنية التي تنتهجها الدولة.

## النشأة والتأسيس
تأسس البنك بموجب القانون رقم (40) لسنة 1960 تحت اسم "بنك التسليف والادخار"، حيث اعتُبر آنذاك أداة حكومية رئيسية لتعزيز العدالة الاجتماعية، من خلال تقديم قروض ميسرة دون فوائد للمواطنين بغرض تملك المساكن، وترميمها، أو بنائها من جديد.
وتكفل الدولة دعم هذا التمويل من خلال تخصيص ميزانية مستقلة للبنك، وربطه بالمؤسسات المعنية بالشأن السكني.

## الأهداف والاختصاصات
من أبرز مهام بنك الائتمان:
- تقديم قروض إسكانية ميسرة لبناء أو شراء أو ترميم المساكن.
- دعم المشروعات الإسكانية التي تنفذها الدولة أو الجهات التابعة لها.
- منح قروض اجتماعية غير ربحية للزواج، أو العلاج، أو التعليم في بعض الحالات.
- تعزيز ثقافة الادخار الوطني، ورفع الوعي المالي بين شرائح المجتمع.

وقد خضع البنك منذ إنشائه لتطويرات تشريعية وتنظيمية، أبرزها تغيير اسمه في عام 2014 إلى "بنك الائتمان الكويتي"، ليتماشى مع مهامه المتطورة وتركيزه على التمويل السكني المباشر.

## البرامج والخدمات
يقدم البنك عدة أنواع من القروض الموجهة للمواطنين الكويتيين:
- القرض الإسكاني: ويشمل تمويل شراء أو بناء وحدة سكنية أو ترميم المسكن القائم.
- القرض الاجتماعي: لمساعدة المواطنين في الزواج أو ظروف إنسانية خاصة.
- قرض توسعة المساكن.
- الخدمات الإلكترونية: يتوفر عبر البوابة الرسمية للبنك نظام متكامل لتقديم طلبات القروض إلكترونيًا، ومتابعة حالة المعاملة.

## الإطار المؤسسي والتشغيلي
يرتبط بنك الائتمان الكويتي مباشرة بالحكومة الكويتية، ويخضع لمتابعة من وزارة المالية والجهات الرقابية. ويُعد من أبرز المؤسسات المالية العامة في البلاد التي تنفذ السياسة الاجتماعية للدولة ضمن قطاع التمويل التنموي غير الربحي.
وهو أيضًا جزء من البنية المصرفية الوطنية، ويشكل مكوّنًا رئيسيًا في منظومة الرعاية الاجتماعية والاقتصادية، ويتعاون مع الجهات المختصة مثل المؤسسة العامة للرعاية السكنية في تنفيذ الخطط الإسكانية.

## التطورات الأخيرة
في إطار مواجهة التحديات الإسكانية المتزايدة، أعلنت الحكومة الكويتية في عام 2023 نيتها رفع قيمة القرض الإسكاني للمواطنين من 70 ألفًا إلى 100 ألف دينار كويتي، استجابةً لارتفاع أسعار الأراضي ومواد البناء، ما يشير إلى توجه نحو توسيع مظلة الدعم السكني وتطوير قدرات البنك التمويلية.

## التعليم والدراسات المصرفية
يُدرّس نموذج بنك الائتمان الكويتي كجزء من مناهج أقسام التأمين والبنوك في المؤسسات الأكاديمية الكويتية، مثل الهيئة العامة للتعليم التطبيقي والتدريب، نظرًا لتجربته المتميزة في التمويل الاجتماعي والإسكاني.

## وصلات خارجية
- الموقع الرسمي لبنك الائتمان الكويتي
- دراسة أكاديمية – مجلة الحقوق
- تحليل السياسات السكنية – مجلة العلوم الاجتماعية